# Estopa (material)

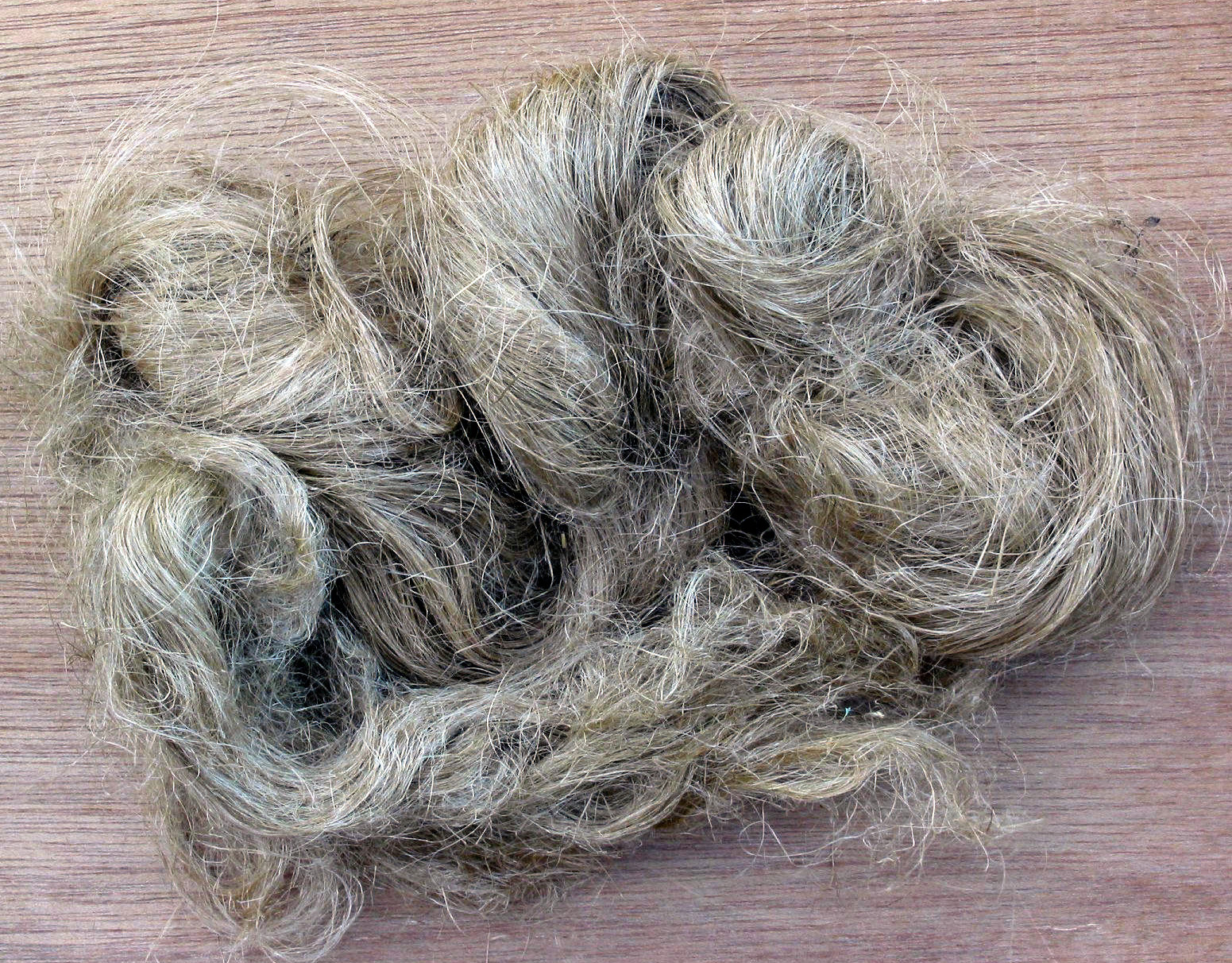
Estopa de cáñamo

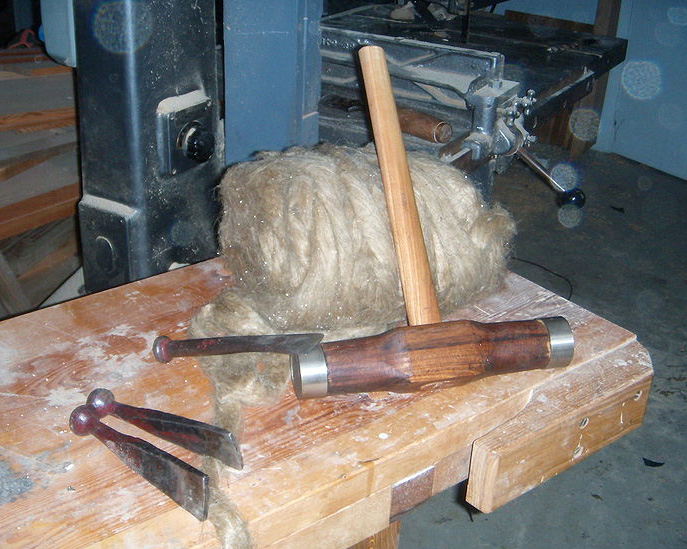
Herramientas de calafateado y estopa

En la industria textil y en diversas profesiones, la estopa era uno de los productos residuales de peinar las fibras de cáñamo y de otros materiales naturales, como el lino. Se comercializaba enmarañada, en forma de mechones o madejas de fibras desiguales. Sus compradores eran diversos, y así, por un lado estaban los tejedores de arpilleras y tejidos bastos, y por otro lado, era uno de los productos principales empleados por los calafates. También utilizaban estopa, como material de relleno, fabricantes de sillas, talabarteros, colchoneros y tapiceros de muebles.

## Arpilleras y tejidos de estopa
Las estopas de mejor calidad, con una proporción importante de fibras largas, se podían peinar e hilar para fabricar hilos de baja calidad textil, pero adecuados para otros usos diversos. Estos hilos se podían tejer en telas relativamente apretadas (tejidos de estopa) o más bien groseros (arpilleras).

## Calafateado
Una de las materias básicas de los calafates, la técnica tradicional para impermeabilizar el entablonado de los cascos de los barcos de madera, era la estopa. Generalmente de cáñamo, pero también de lino o de esparto. Cuando el sisal, el abacá, el yute, la fibra de coco y otras fibras importadas se popularizaron, se pudo emplear la estopa de esos materiales (en Europa y en los países de origen).

## Fontanería
En fontanería y en muchos campos de la industria es necesario asegurar uniones de tuberías, accesorios y otros dispositivos de manera que sean estancas al paso de distintos líquidos o gases. Este es el objeto de las uniones selladas y de las juntas de estanqueidad. En sistemas domésticos, las únicas uniones a considerar son las uniones fijas. En una unión «fija» o estática, hay que asegurar la estanqueidad entre dos elementos inmóviles entre sí. La solución tradicional era un cordoncillo de estopa sin trenzar ni hilar. Cuando la rosca estrechaba la unión, esta quedaba estanca.

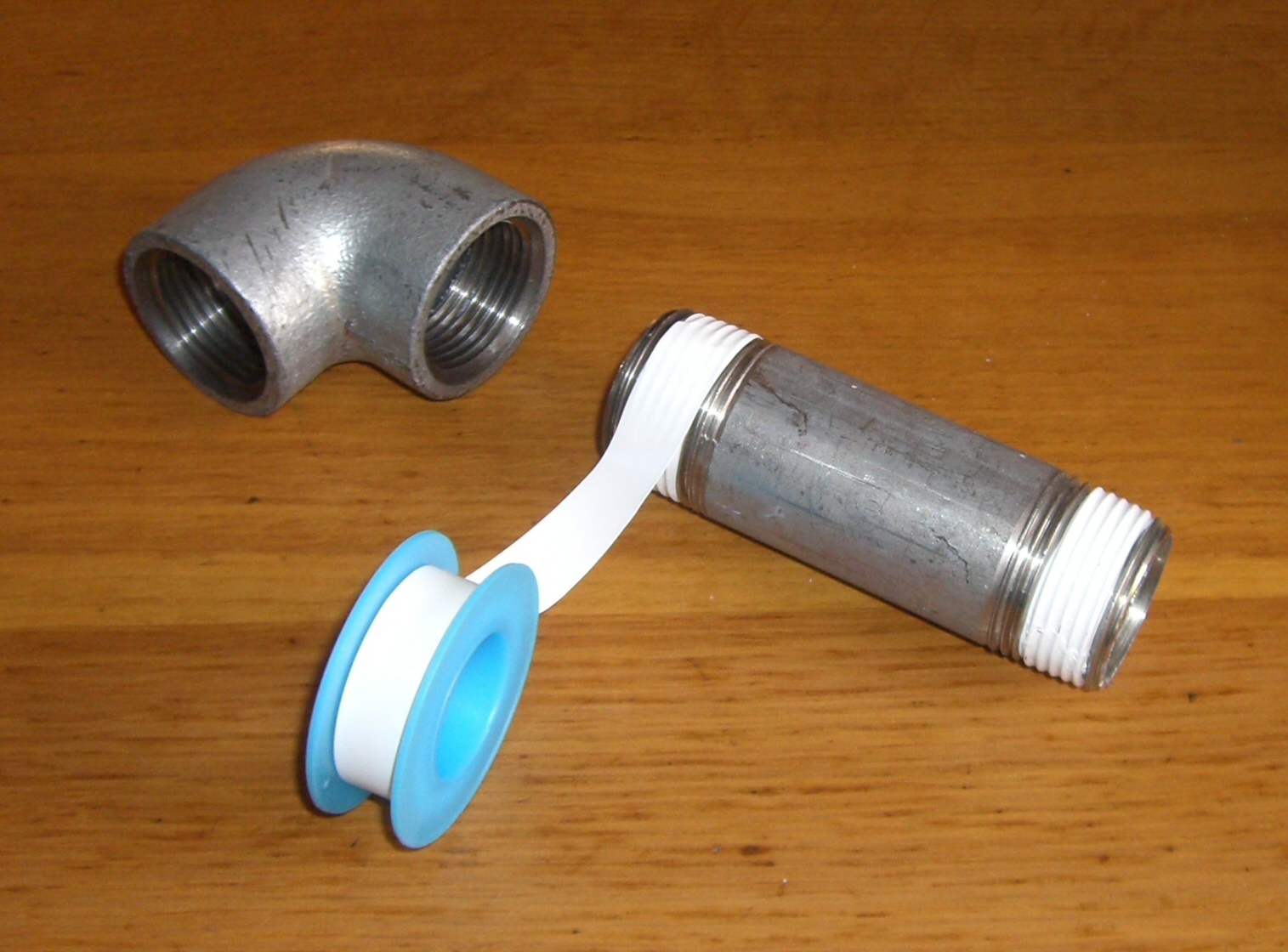
Cinta de PTFE (teflón) para hacer estanca una unión roscada. Antiguamente se empleaba un cordón de estopa

## Industria en general y construcción naval
Además de las uniones estáticas, hay casos industriales en los que se debe lograr la estanqueidad entre piezas con movimiento relativo (estanqueidad dinámica). Las hay de dos tipos: juntas con movimiento longitudinal bidireccional y con movimiento rotativo (válvulas con obturador rotativo, bombas y árboles de hélice). La solución tradicional se basaba en la estopa y los dispositivos empleados se llamaban estopadas o cajas de estopadas.

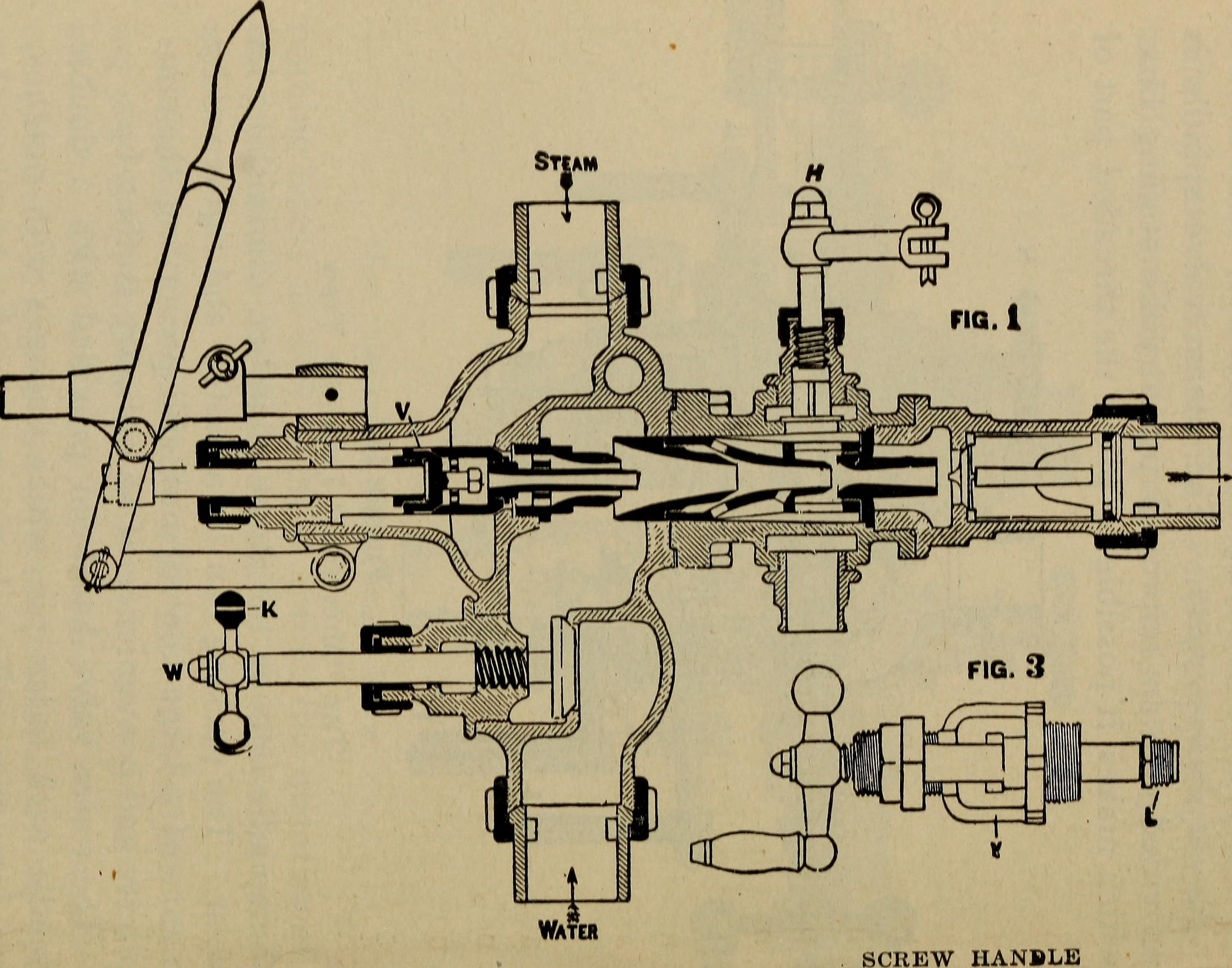
Sección de un inyector de vapor para la alimentación del agua de la caldera de una locomotora. El dibujo muestra tres estopadas (de hembra exterior roscada). La primera es la del vástago que acciona el inyector (arriba/izquierda). La segunda (por debajo de la anterior en el dibujo) es la del vástago de la válvula de vapor. La tercera es más pequeña

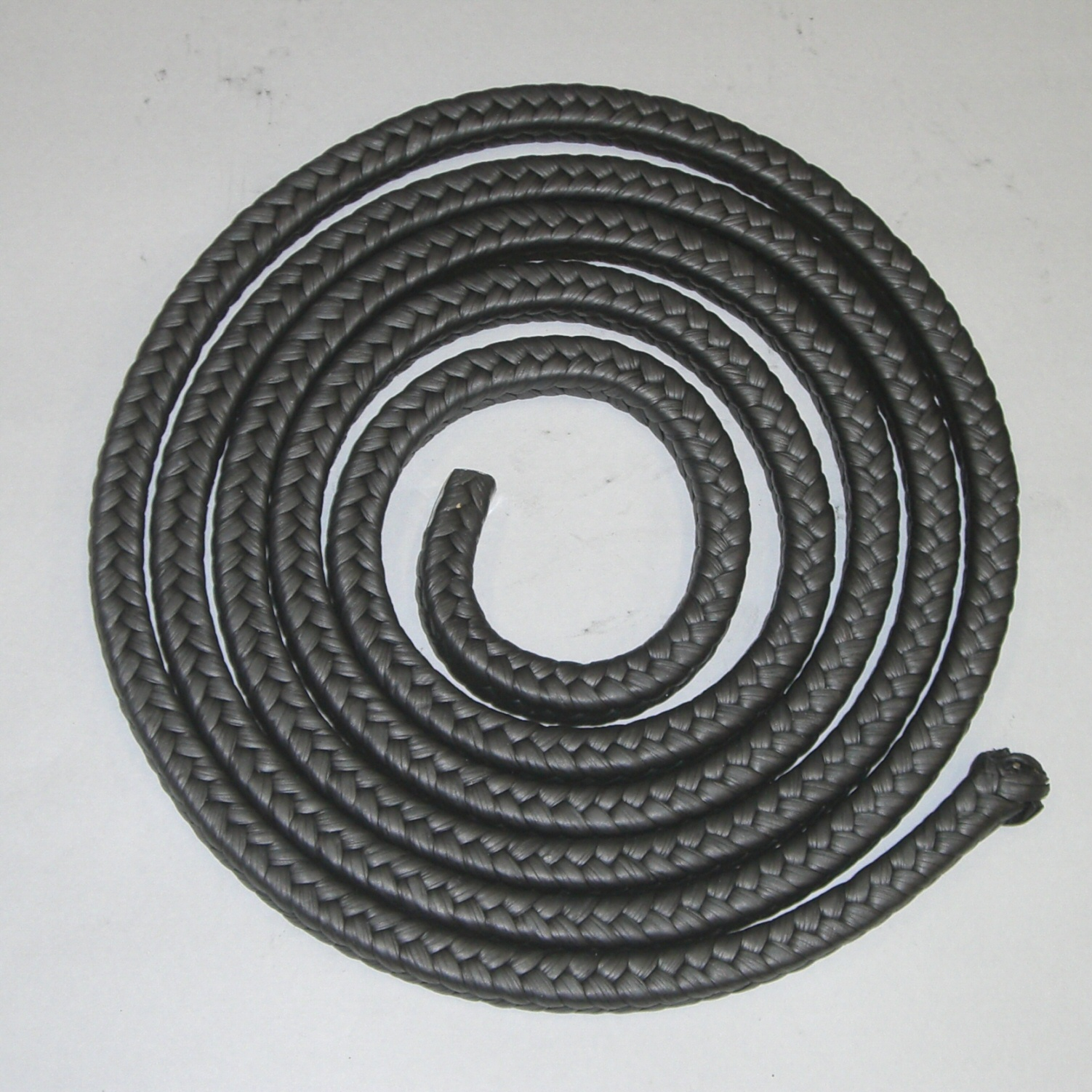
Cordón de grafito de sección cuadrada. Antiguamente era de estopa
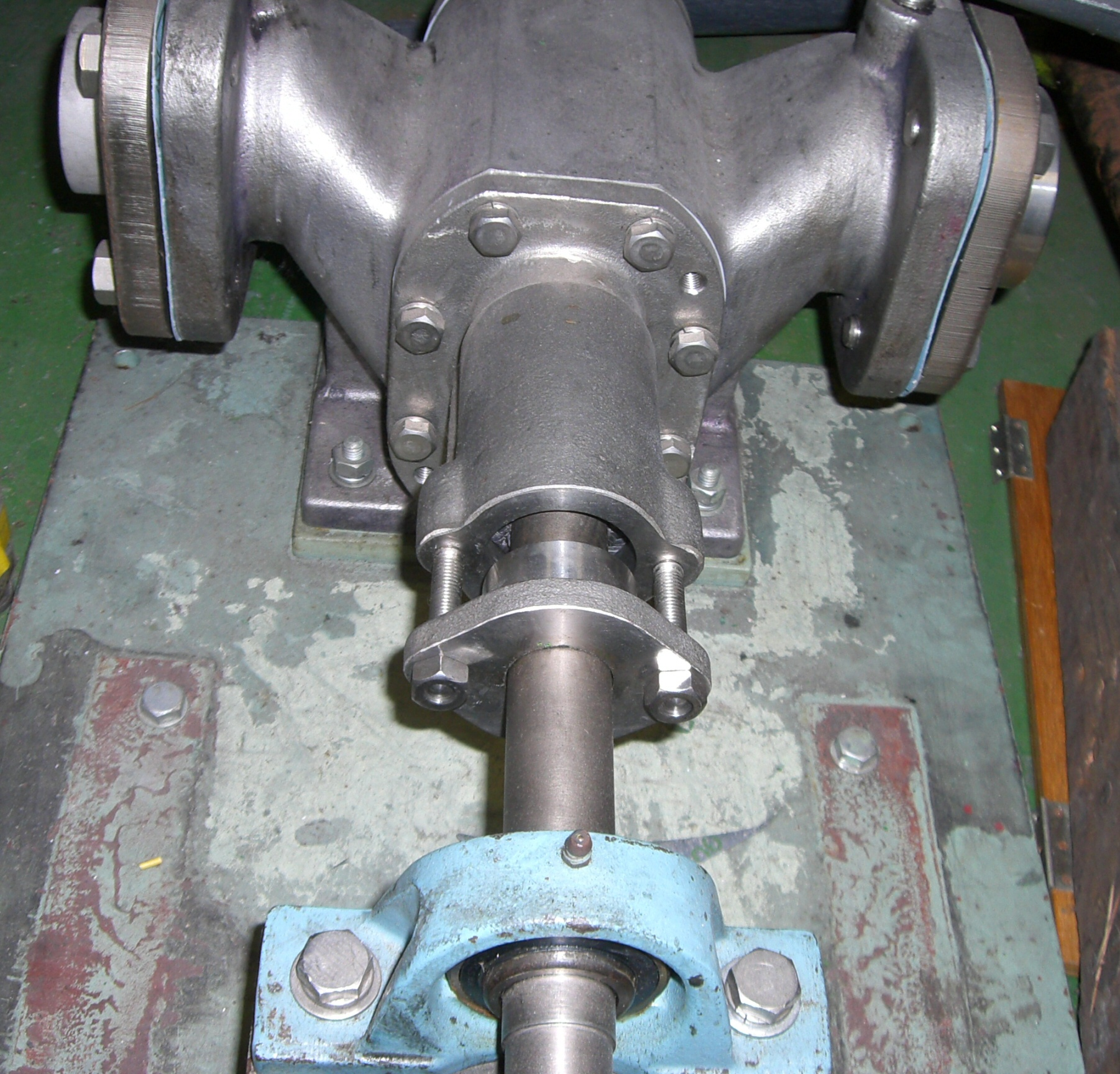
Aspecto general de una caja de estopadas (del tipo brida y con dos pernos roscados)
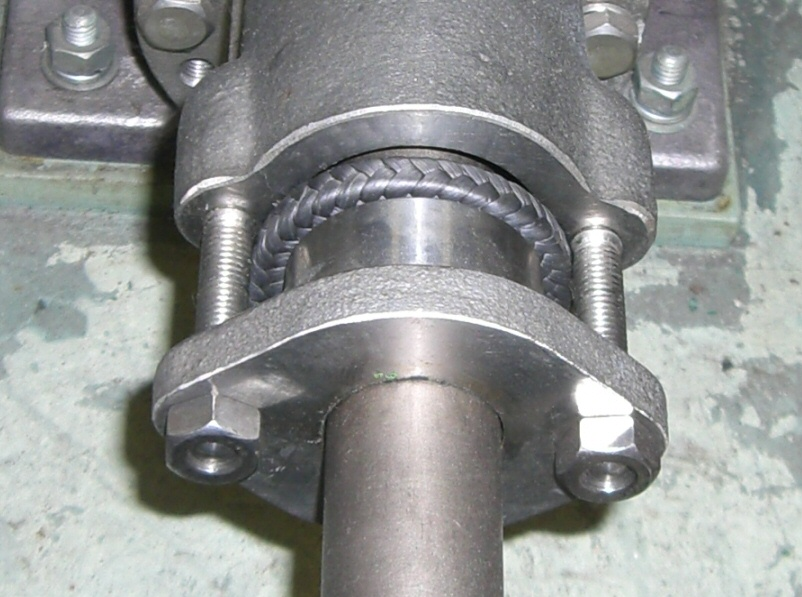
Brida antes de comprimir la estopada
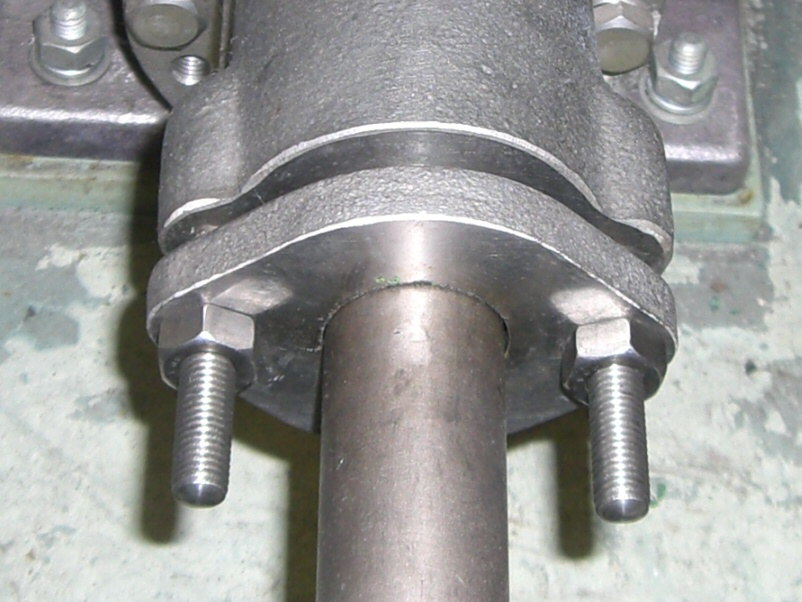
Brida comprimiendo la estopada

El principio de un estopado es relativamente sencillo. Se trata de hacer pasar un tubo o el árbol por el interior de un alojamiento de sección circular y de diámetro sensiblemente mayor que el tubo/árbol (el alojamiento o caja de estopadas forma parte del elemento estático del conjunto). El espacio libre que queda entre el tubo/árbol y la caja de estopadas llena de estopa impregnada de grasa (esta estopa puede adoptar la forma de cordón enroscado alrededor del tubo/árbol o montarse en forma de anillos cortados superpuestos). El fondo de la caja tiene un diámetro ajustado al del tubo/árbol y presenta una parte plana en forma de corona circular. Una pieza metálica en forma de anillo (empujador), que se monta rodeando el tubo/árbol, puede desplazarse libremente. Cualquier sistema que permita desplazar el empujador permitirá que este último comprima la estopa hasta alcanzar el grado de estanqueidad deseado. Generalmente, el empujador es desplazado por una hembra exterior o se utiliza un sistema formado por una brida y dos pernos roscados con tuercas. En resumen, la junta está formada por estopa impregnada de grasa, comprimida dentro de una caja de estopadas, que permite el movimiento del vástago o árbol, pero que dificulta mucho la fuga de líquidos y gases a presión. 

### Hélice de un barco
El caso del árbol de la hélice de un barco es muy parecido al de una bomba hidráulica rotativa. Una caja de estopadas permite el giro del árbol impidiendo la entrada de agua en el interior del barco. Es frecuente la denominación «prensaestopas» para todo el conjunto de la caja de estopadas.

## Material de relleno
Antes de la invención de las espumas elásticas sintéticas, los fabricantes de muebles y los tapiceros solían usar la estopa como material de relleno. 

## Construcción
La estopa era un material tradicionalmente utilizado para reforzar la escayola en elementos constructivos, decorativos y en esculturas. Los elementos constructivos se podían fabricar en obra o ser prefabricados. En inglés, el material compuesto por "yeso y estopa" se denomina "staff".

## Veterinaria
Para hacer parches o curar heridas, la estopa era usada por los antiguos veterinarios.

## Lámparas, velas y hornillos
Las mechas de muchas lámparas de aceite o de petróleo no eran otra cosa que un cordón de estopa (envuelto groseramente o trenzado). Esta propiedad de la estopa la hacía muy adecuada para las mechas delgadas de las velas de cera o para algunas variedades de antorchas. Un caso parecido eran las mechas anchas y planas (o tubulares) de algunas lámparas de petróleo y de algunos hornillos de petróleo o de alcohol.

## Mechas
En muchos casos, el componente principal de las mechas (artillería, arcabucería, pirotecnia, cargas explosivas, antiguas minas, antiguas granadas de mano,...) era la estopa, generalmente de lino o cáñamo. El cordón se impregnaba con distintos aditivos dependiendo de la velocidad de combustión deseada.